# Автобан A71 (Німеччина)
Федеральний автобан A71 (A71, нім. Bundesautobahn 71)  — німецький автобан, який має протяжність 220 км. Він з'єднує Зангерхаузен зі Швайнфуртом через Ерфурт і Тюринзький Ліс. Перша ділянка від Ерфурт-Біндерслебен до тимчасового сполучення Трасдорф була відкрита для руху в 1998 році, остання ділянка між Ецлебеном і Земмерда-Захід 3 вересня 2015 року.
Автострада A71 перетинає Тюрінгський ліс у найвужчому місці між розв’язками Арнштадт-Південь і Майнінген-Північ на відстані близько 60 км і також відома як автострада Тюрінгський ліс. Фактичний перетин хребта відбувається на висоті 670 м над рівнем моря з максимальним ухилом у два відсотки в майже восьмикілометровому тунелі Rennsteig, безумовно, найдовшому автомобільному тунелі в Німеччині. На трасі А71 розташовані п'ять автомобільних тунелів довжиною понад 1 кілометр.
Інші місця на A71: Артерн, Гельдрунген, Арнштадт, Ільменау, Гераберг, Обергоф, Целла-Меліс, Зуль, Майнінген, Мельріхштадт, Бад-Нойштадт, Мюннерштадт і Бад-Кіссінген.

## Маршрут

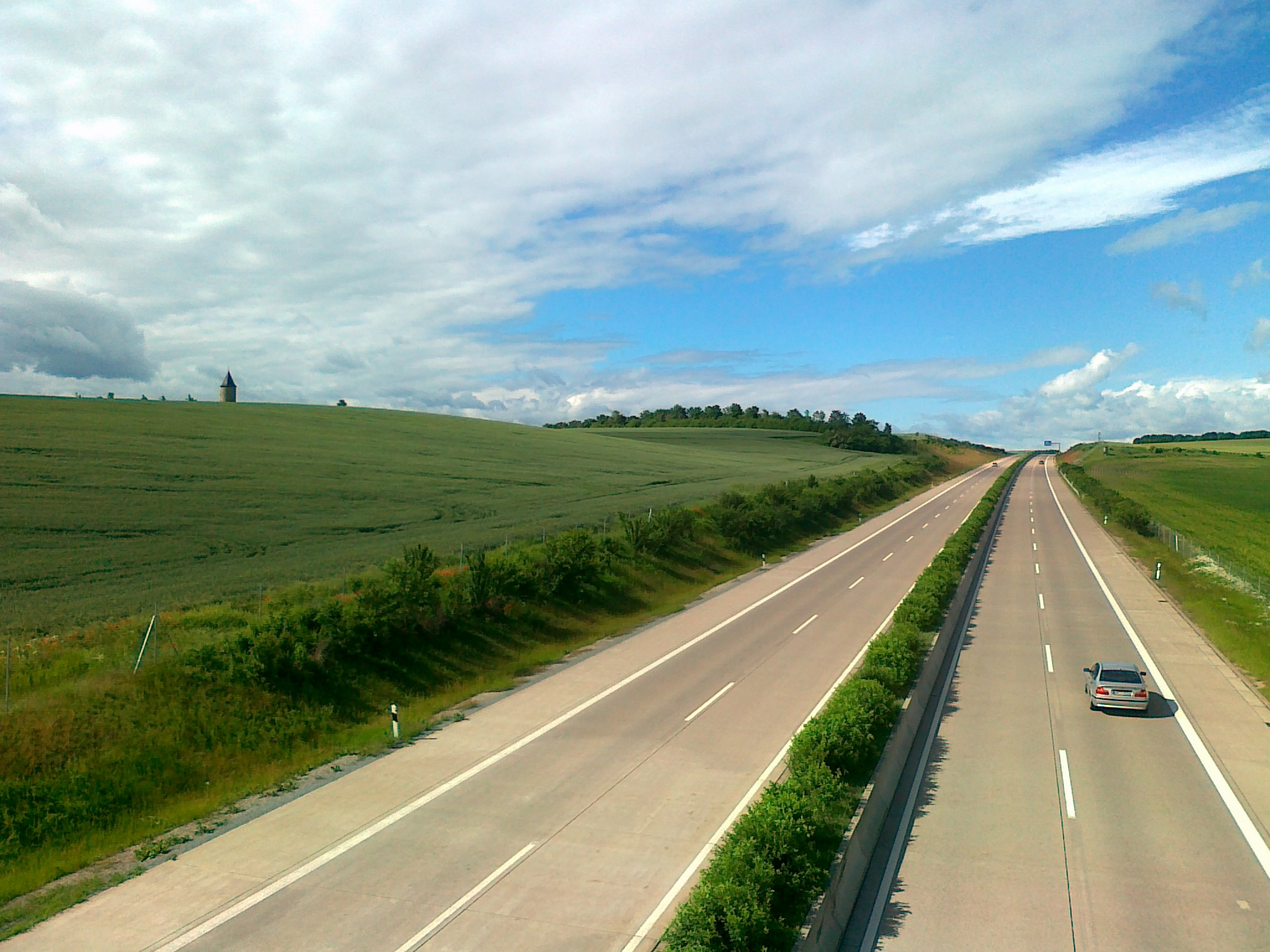
A71 вид з мосту між Штоттернгаймом і Удештедтом.